# Immagini del nostro amore
Immagini del nostro amore è un singolo degli Stadio, pubblicato dalla EMI Music Italy il 25 ottobre 2013, che anticipa la raccolta Immagini del vostro amore (2013).

## Il video
Prodotto dalla Up To You Production e realizzato da Carlo Crocchiolo con la regia di Gionata Agliati, ha come interpreti Laura Locatelli e Simone Baldassari. È uscito in anteprima assoluta il 27 novembre, quindi come trailer il 6 dicembre, infine in versione ufficiale definitiva il 9.

## Tracce
1. Immagini del nostro amore – 4:11 (Saverio Grandi, Gaetano Curreri)

## Formazione
Gruppo
- Gaetano Curreri - voce, cori
- Andrea Fornili - chitarre elettriche
- Roberto Drovandi - basso
- Giovanni Pezzoli - batteria, percussioni

Altri musicisti
- Saverio Grandi - arrangiamento, chitarre acustiche, pianoforte, tastiere, programmazione